# Bahnstrecke Dschibuti–Addis Abeba (Meterspur)
| Meterspurstrecke in grün, Normalspurstrecke in rot |                     |                        |                        |
| Streckenlänge: | 784 km              |                        |                        |
| Spurweite: | 1000 mm (Meterspur) |                        |                        |
| Maximale Neigung: | 30,0 ‰              |                        |                        |
| Minimaler Radius: | 150 m               |                        |                        |
| |                     |                        |                        |
| \| \| \| Dschibuti-Hafen \| \| \| \| 0 \| Dschibuti \| Dschibuti \| \| \| 18,8 \| Chebele \| Chebele \| \| \| \| Chebele-Viadukt \| \| \| \| 32,9 \| Goubetto \| Goubetto \| \| \| 51,5 \| Holhol \| Holhol \| \| \| \| Holhol-Viadukt \| \| \| \| 71,9 \| Dasabiou \| Dasabiou \| \| \| 89,5 \| Ali Sabieh Douane \| Ali Sabieh Douane \| \| \| \| Dschibuti / Äthiopien \| \| \| \| 107,1 \| Dewele Frontière \| Dewele Frontière \| \| \| 123,7 \| Guelile \| Guelile \| \| \| 131,3 \| Adele \| Adele \| \| \| 144,6 \| Ayisha \| Ayisha \| \| \| 160,7 \| Lasarat \| Lasarat \| \| \| \| Harr-Tunnel \| \| \| \| 200,5 \| Adigale \| Adigale \| \| \| 234,3 \| Arido Beyid \| Arido Beyid \| \| \| 246,8 \| Milo \| Milo \| \| \| 264,1 \| Harrewa \| Harrewa \| \| \| 284,6 \| El Bah \| El Bah \| \| \| 298,2 \| Shinile \| Shinile \| \| \| 309,5 \| Dire Dawa \| Dire Dawa \| \| \| 336,3 \| Hurso \| Hurso \| \| \| 367,9 \| Erer \| Erer \| \| \| 374,8 \| Gota \| Gota \| \| \| 393,3 \| Bike \| Bike \| \| \| 419,6 \| Afdam \| Afdam \| \| \| 447,5 \| Mulu \| Mulu \| \| \| 459,3 \| Mieso \| Mieso \| \| \| 472,8 \| Asabot \| Asabot \| \| \| 494,0 \| Kora \| Kora \| \| \| 508,9 \| Dire Kalu \| Dire Kalu \| \| \| 515,7 \| Laga Arba \| Laga Arba \| \| \| 524,9 \| Bordele \| Bordele \| \| \| 538,6 \| Awash Ost \| Awash Ost \| \| \| 545,1 \| Awash \| Awash \| \| \| \| Awash \| \| \| \| 576,8 \| Metehara \| Metehara \| \| \| \| Anschluss Zuckerfabrik \| \| \| \| 615,9 \| Melka Jilo \| Melka Jilo \| \| \| 633,1 \| Borchotto \| Borchotto \| \| \| 639,1 \| Harbona \| Harbona \| \| \| 643,4 \| Feto \| Feto \| \| \| 654,6 \| Welenchiti \| Welenchiti \| \| \| 660,4 \| Neve \| Neve \| \| \| 669,6 \| Gede \| Gede \| \| \| 681 \| Nazret \| Nazret \| \| \| \| Anschluss Zuckerfabrik \| \| \| \| 699,0 \| Gebeya \| Gebeya \| \| \| 706,6 \| Mojo \| Mojo \| \| \| 722,2 \| Gich’i \| Gich’i \| \| \| 730,6 \| Debre Zeyit \| Debre Zeyit \| \| \| 741,0 \| Dukem \| Dukem \| \| \| \| Gerado \| \| \| \| 760,2 \| Ak’aki Beseka \| Ak’aki Beseka \| \| \| 768,5 \| Kalitie \| Kalitie \| \| \| \| Hana \| \| \| \| 782,2 \| Addis Abeba \| Addis Abeba \| |                     |                        |                        |
| Betriebs-/Güterbahnhof Streckenanfang |                     | Dschibuti-Hafen        | Dschibuti-Hafen        |
| Bahnhof | 0                   | Dschibuti              | Dschibuti              |
| Bahnhof | 18,8                | Chebele                | Chebele                |
| Brücke |                     | Chebele-Viadukt        | Chebele-Viadukt        |
| Bahnhof | 32,9                | Goubetto               | Goubetto               |
| Bahnhof | 51,5                | Holhol                 | Holhol                 |
| Brücke |                     | Holhol-Viadukt         | Holhol-Viadukt         |
| Bahnhof | 71,9                | Dasabiou               | Dasabiou               |
| Bahnhof | 89,5                | Ali Sabieh Douane      | Ali Sabieh Douane      |
| Grenze |                     | Dschibuti / Äthiopien  | Dschibuti / Äthiopien  |
| Bahnhof | 107,1               | Dewele Frontière       | Dewele Frontière       |
| ehemaliger Bahnhof | 123,7               | Guelile                | Guelile                |
| Bahnhof | 131,3               | Adele                  | Adele                  |
| Bahnhof | 144,6               | Ayisha                 | Ayisha                 |
| Bahnhof | 160,7               | Lasarat                | Lasarat                |
| Tunnel |                     | Harr-Tunnel            | Harr-Tunnel            |
| Bahnhof | 200,5               | Adigale                | Adigale                |
| Bahnhof | 234,3               | Arido Beyid            | Arido Beyid            |
| Bahnhof | 246,8               | Milo                   | Milo                   |
| Bahnhof | 264,1               | Harrewa                | Harrewa                |
| Bahnhof | 284,6               | El Bah                 | El Bah                 |
| Bahnhof | 298,2               | Shinile                | Shinile                |
| Kopfbahnhof Strecke ab hier außer Betrieb | 309,5               | Dire Dawa              | Dire Dawa              |
| Bahnhof (Strecke außer Betrieb) | 336,3               | Hurso                  | Hurso                  |
| Bahnhof (Strecke außer Betrieb) | 367,9               | Erer                   | Erer                   |
| Bahnhof (Strecke außer Betrieb) | 374,8               | Gota                   | Gota                   |
| Bahnhof (Strecke außer Betrieb) | 393,3               | Bike                   | Bike                   |
| Bahnhof (Strecke außer Betrieb) | 419,6               | Afdam                  | Afdam                  |
| Bahnhof (Strecke außer Betrieb) | 447,5               | Mulu                   | Mulu                   |
| Bahnhof (Strecke außer Betrieb) | 459,3               | Mieso                  | Mieso                  |
| Bahnhof (Strecke außer Betrieb) | 472,8               | Asabot                 | Asabot                 |
| Bahnhof (Strecke außer Betrieb) | 494,0               | Kora                   | Kora                   |
| Bahnhof (Strecke außer Betrieb) | 508,9               | Dire Kalu              | Dire Kalu              |
| Bahnhof (Strecke außer Betrieb) | 515,7               | Laga Arba              | Laga Arba              |
| Bahnhof (Strecke außer Betrieb) | 524,9               | Bordele                | Bordele                |
| Bahnhof (Strecke außer Betrieb) | 538,6               | Awash Ost              | Awash Ost              |
| Bahnhof (Strecke außer Betrieb) | 545,1               | Awash                  | Awash                  |
| Brücke über Wasserlauf (Strecke außer Betrieb) |                     | Awash                  | Awash                  |
| Bahnhof (Strecke außer Betrieb) | 576,8               | Metehara               | Metehara               |
| Abzweig geradeaus und nach links (Strecke außer Betrieb) |                     | Anschluss Zuckerfabrik | Anschluss Zuckerfabrik |
| Bahnhof (Strecke außer Betrieb) | 615,9               | Melka Jilo             | Melka Jilo             |
| Bahnhof (Strecke außer Betrieb) | 633,1               | Borchotto              | Borchotto              |
| Bahnhof (Strecke außer Betrieb) | 639,1               | Harbona                | Harbona                |
| Bahnhof (Strecke außer Betrieb) | 643,4               | Feto                   | Feto                   |
| Bahnhof (Strecke außer Betrieb) | 654,6               | Welenchiti             | Welenchiti             |
| Bahnhof (Strecke außer Betrieb) | 660,4               | Neve                   | Neve                   |
| Bahnhof (Strecke außer Betrieb) | 669,6               | Gede                   | Gede                   |
| Bahnhof (Strecke außer Betrieb) | 681                 | Nazret                 | Nazret                 |
| Abzweig geradeaus und von links (Strecke außer Betrieb) |                     | Anschluss Zuckerfabrik | Anschluss Zuckerfabrik |
| Bahnhof (Strecke außer Betrieb) | 699,0               | Gebeya                 | Gebeya                 |
| Bahnhof (Strecke außer Betrieb) | 706,6               | Mojo                   | Mojo                   |
| Bahnhof (Strecke außer Betrieb) | 722,2               | Gich’i                 | Gich’i                 |
| Bahnhof (Strecke außer Betrieb) | 730,6               | Debre Zeyit            | Debre Zeyit            |
| Bahnhof (Strecke außer Betrieb) | 741,0               | Dukem                  | Dukem                  |
| Bahnhof (Strecke außer Betrieb) |                     | Gerado                 | Gerado                 |
| Bahnhof (Strecke außer Betrieb) | 760,2               | Ak’aki Beseka          | Ak’aki Beseka          |
| Bahnhof (Strecke außer Betrieb) | 768,5               | Kalitie                | Kalitie                |
| Bahnhof (Strecke außer Betrieb) |                     | Hana                   | Hana                   |
| Kopfbahnhof Streckenende (Strecke außer Betrieb) | 782,2               | Addis Abeba            | Addis Abeba            |

Die Bahnstrecke Dschibuti–Addis Abeba entstand mit der Gründung der Compagnie Impériale d’Éthiopie am 9. März 1894, nach einer Ermächtigung durch Kaiser Menelik II. Der Bau der Strecke wurde von der Nachfolgegesellschaft Compagnie Impériale des Chemins de fer Éthiopiens (CIE) begonnen und von der vom französischen Staat alimentierten Nachfolgegesellschaft Compagnie du Chemin de Fer Franco-Éthiopien (CFE) bis 1917 fertiggestellt. Die Strecke verbindet Äthiopiens Hauptstadt Addis Abeba im Hochland (2355 Meter ü.d.M.) mit dem Hafen von Dschibuti, das damals ein französisches Protektorat war, und war lange die einzige Eisenbahnverbindung in Äthiopien.

## Geschichte

### Kaiserliche Gesellschaft von Äthiopien 1894–1906
Nach einer ersten französischen Bahnidee 1883 sollte es einige Jahre und vermutlich auch die Thronbesteigung von Kaiser Menelik II. 1889 brauchen, um die Idee zu konkretisieren. Am 11. Februar 1893 hatte Kaiser Menelik II. ein Dekret zur Errichtung einer Eisenbahnlinie erlassen. Der Schweizer Ingenieur Alfred Ilg, der mitgeholfen hatte, Äthiopien technisch zu entwickeln und am kaiserlichen Hof einen guten Ruf genoss, konnte dank einer Ermächtigung des Kaisers am 9. März 1894 die Compagnie Impériale d’Éthiopie gründen mit einer Konzession für den Bau einer Linie zwischen Addis Abeba bis zur Grenze der Französischen Somaliküste (heute: Dschibuti). Die Betriebskonzession war für 99 Jahre gültig, die Baukonzession war aber bis 1909 begrenzt. Neben dem Bau der Eisenbahn war auch der Bau einer Telegrafenleitung entlang der Trasse vereinbart. Für das Streckenstück von der äthiopischen Grenze bis Dschibuti kam die französische Genehmigung am 27. April 1896 zu Stande. Die Bahngesellschaft wurde am 7. August 1896 in Compagnie Impériale des Chemins de fer Éthiopiens (CIE) umbenannt. Wegen mittelmäßiger Finanzierung konnte mit dem Bau erst im Oktober 1897 begonnen werden. Die Arbeiten wurden dem Bauunternehmen Duparchy et Vigouroux übertragen. Die Strecke wurde von Dschibuti aus vorangetrieben, da der aus Europa angelieferte Teil des Baumaterials hier ankam. Der Bau stand unter der Leitung Alfred Ilgs und des französischen Partners M. Chefneux. 1902 war der Abschnitt bis Dire Dawa fertiggestellt. Doch das politische Klima verschlechterte sich zusehends. Die Briten mischten sich in die Politik ein, und der Einfluss der Italiener wurde ebenfalls größer, so dass es für die Gesellschaft immer schwieriger wurde, die benötigten Geldmittel aufzutreiben. 1906 versiegten die Geldquellen aufgrund der herrschenden politischen Instabilität endgültig, die Gesellschaft musste deshalb am 6. Juni 1907 Konkurs anmelden und die Strecke unvollendet lassen.

### Compagnie Franco-Ethiopienne 1908–1945
Für den Weiterbau der Strecke wurde am 15. Mai 1909 die Compagnie de Chemin de Fer Franco-Ethiopien de Jibuti à Addis Abeba (CFE) gegründet, die dank französischer Staatsgarantie einfacher zu Geld kam. Die Bauarbeiten wurden nach sechs Jahren Unterbruch am 24. März 1908 wieder aufgenommen, so dass 1915 Akaka Beseka, 21 Kilometer vor Addis Abeba, erreicht war. Im Jahre 1917 war auch die Hauptstadt an die Bahn angeschlossen. Am 3. Dezember 1929 wurde das Empfangsgebäude des Hauptbahnhofs in Addis Abeba feierlich eingeweiht.

### Eröffnungsdaten
- 22. Juli 1901 Dschibuti–Douanle, 106 km
- 1902 (Ende des Jahres) bis Kilometer 311
- 1906 (Konkurs) bis Dire Dawa,
- 1915 bis Akaka Beseka, 763 km
- 1917 bis Addis Abeba, 784 km

### Nachkriegszeit
Güterverkehr in den Jahren 1953–1958 (in t):
| Jahr | Einfuhrgüter | Ausfuhrgüter |
| ---- | ------------ | ------------ |
| 1953 | 108.304      | 140.164      |
| 1954 | 100.240      | 68.257       |
| 1955 | 87.401       | 75.346       |
| 1956 | 88.787       | 59.142       |
| 1957 | 102.970      | 76.394       |
| 1958 | 127.306      | 47.235       |

1958 wurden folgende Passagierzahlen erreicht:
- 1. Klasse: 6.631
- 2. Klasse: 14.132
- 3. Klasse: 380.333

Im Ogadenkrieg 1977/78 wurde die Bahnstrecke beschädigt und blieb daher ein Jahr lang geschlossen. 1981 wurde die Betreibergesellschaft in Chemin des fer Djibouti-Éthiopien (CDE) umbenannt. 1985 gab es bei Awash einen schweren Eisenbahnunfall mit mehreren hundert Toten.
Der heutige Name der Gesellschaft lautet Ethio-Djibouti Railway. Sie wurde 2006 privatisiert. Im März 2006 wurde die Konzession für den grenzüberschreitenden Betrieb der südafrikanischen Gesellschaft COMAZAR übertragen. Sie hatte den Mitbewerber, die indische Gesellschaft RITES geschlagen. Die Konzession hat eine Laufzeit von 25 Jahren. 2010 wurde die Eisenbahninfrastruktur überholt, die noch vorhandenen Schienen der Stärke 20 kg/m gegen 40-kg/m-Schienen ausgetauscht und 25.000 Stahlschwellen gegen Betonschwellen ausgewechselt. Dem allen war nur begrenzter Erfolg beschieden: Im März 2004 wurde der Personenverkehr auf dem Abschnitt Addis Abeba – Dire Dawa eingestellt und dieser Streckenabschnitt 2008 ganz stillgelegt. Zwischen Addis Abeba und Dire Dawa ist die Meterspurstrecke seit 2017 oftmals von der neuen SGR-Strecke überbaut bzw. wird von ihr gekreuzt. Entgegen allen Meldungen gibt es auf der Meterspurstrecke zwischen Dire Dawa und Dschibuti weiterhin Reiseverkehr, wie im März 2019 beobachtet werden konnte. Demnach verkehrt ein- bis zweimal die Woche ein Personenzug ab Dire Dawa in Richtung Dschibuti und kehrt nach etwa zwei Tagen zurück.

### Neubau in Normalspur unter chinesischer Regie 2011–2016
Im Jahre 2011 wurden zwei chinesische Firmen mit dem Neubau der Eisenbahnstrecke von Dschibuti nach Addis Abeba beauftragt. Sie ist normalspurig und elektrifiziert. Die Eröffnung der 756 Kilometer langen Strecke erfolgte am 5. Oktober 2016.

## Bauwerke

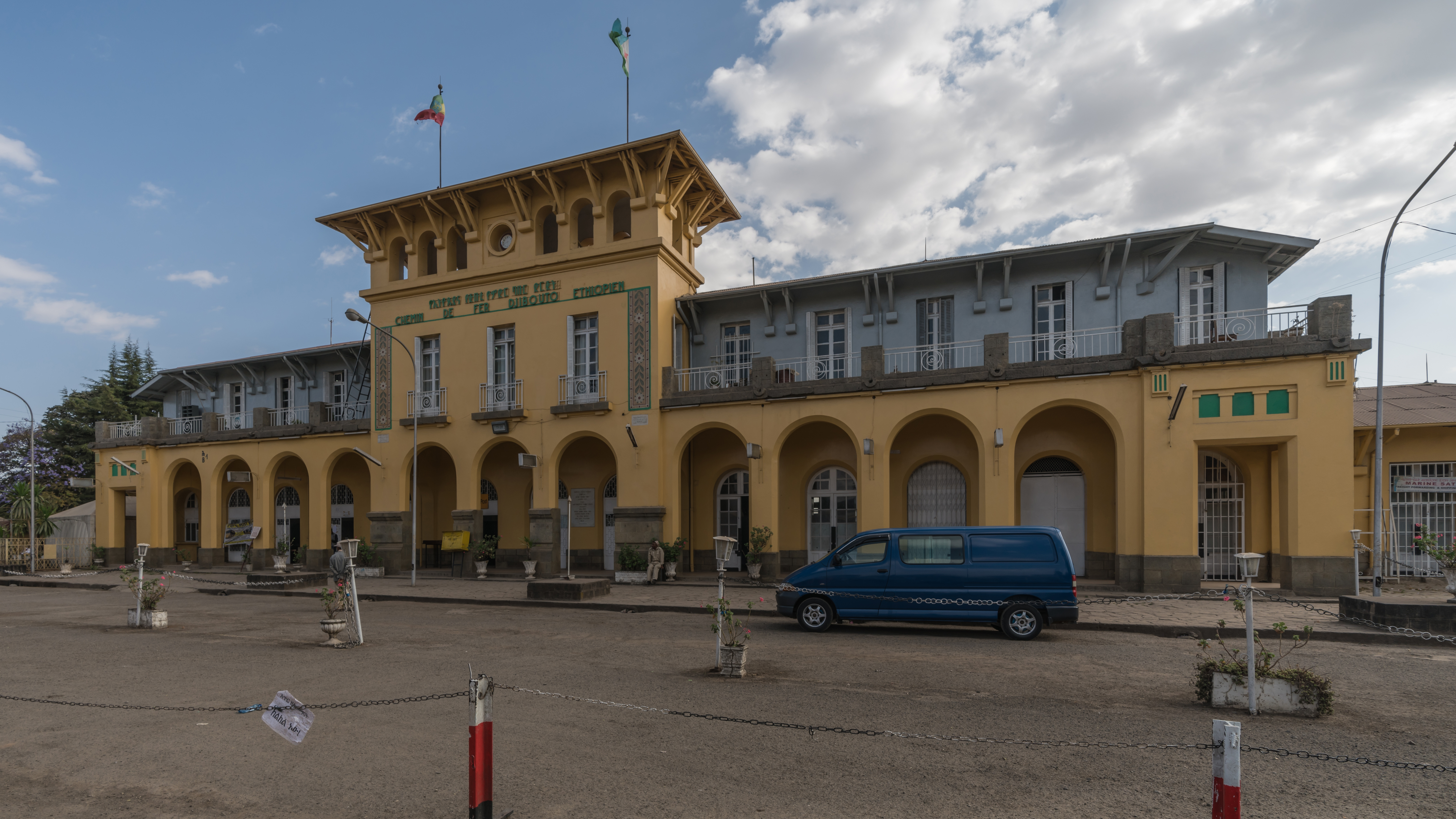
Der Bahnhof Addis Abeba (Januar 2018)

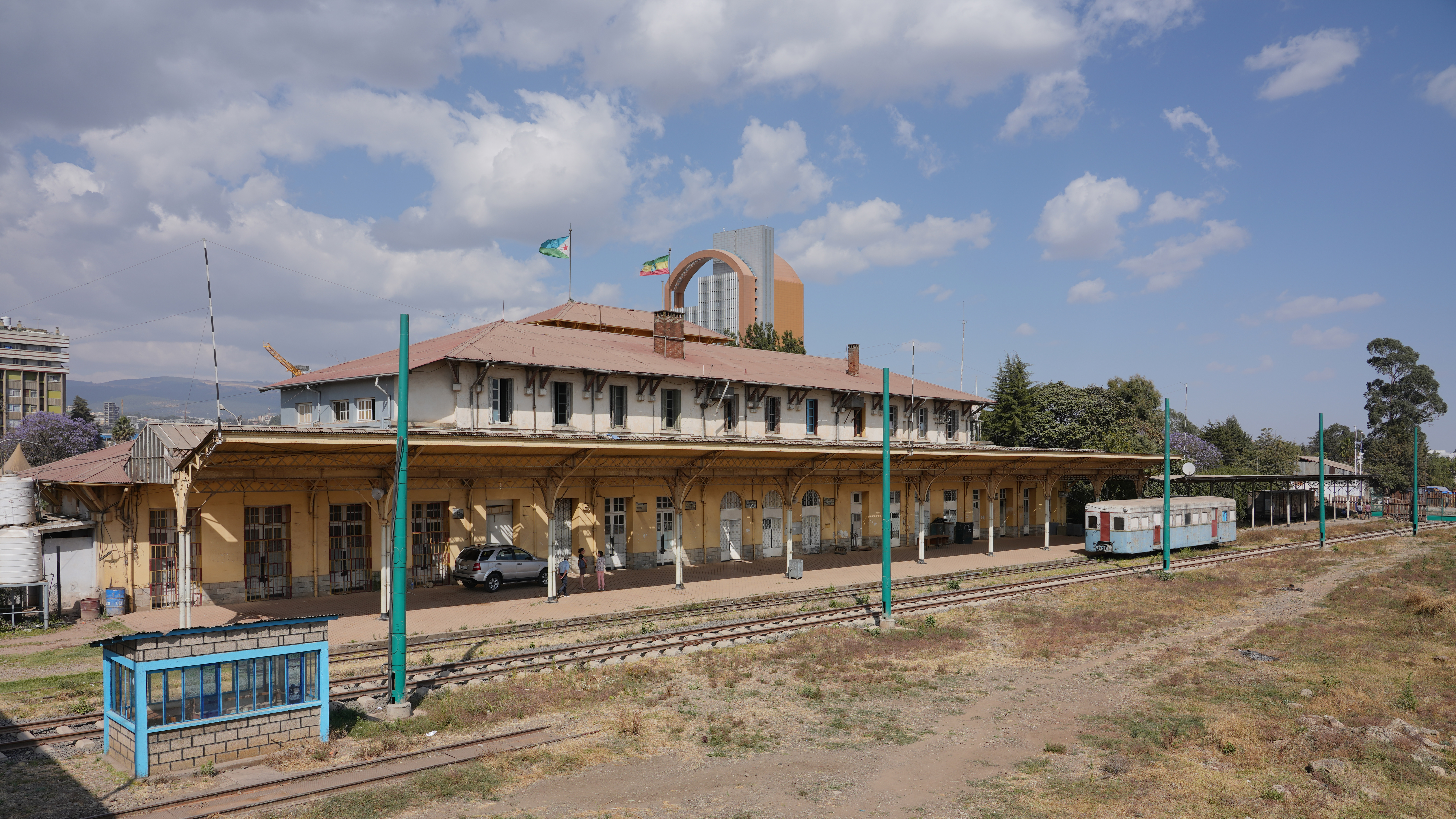
Blick über die Gleise des Bahnhofs von Addis Abeba (Januar 2018)

Die Strecke ist in Meterspur ausgeführt. Für die Wasserversorgung mussten teilweise Aquädukte gebaut werden.
Der Unterbau bestand aus einem 2,8 Meter breiten und 35 Zentimeter hohen Schotterbett. Beim Oberbau kamen speziell angefertigte Stahlschwellen, als „Menelek-Typ“ bezeichnet, zum Einsatz. Auf zehn Meter Gleis kamen 13 Stahlschwellen mit einem Gewicht von 30 Kilogramm. Die zehn Meter langen Schienenstücke hatten ein Gewicht von 200 Kilogramm. Dies ließ einen maximalen Achsdruck von acht Tonnen zu.
Die Telegrafenleitung wurde in einem Abstand von rund 70 Metern von der Bahntrasse erstellt. Es gab vier Leitungen, eine für die Langdistanz der Bahn, eine für die Zwischenstationen, und zwei öffentliche Leitungen. Die Telegrafenleitung musste zum Schutz vor Termiten mit Eisenmasten errichtet werden. Die bestanden aus drei Stücken zu je 75 Kilogramm, die ineinander gesteckt wurden. Durch das Gewicht und die hohen Temperaturen war der Bau schwierig.

## Fahrzeuge

### Dampflokomotiven

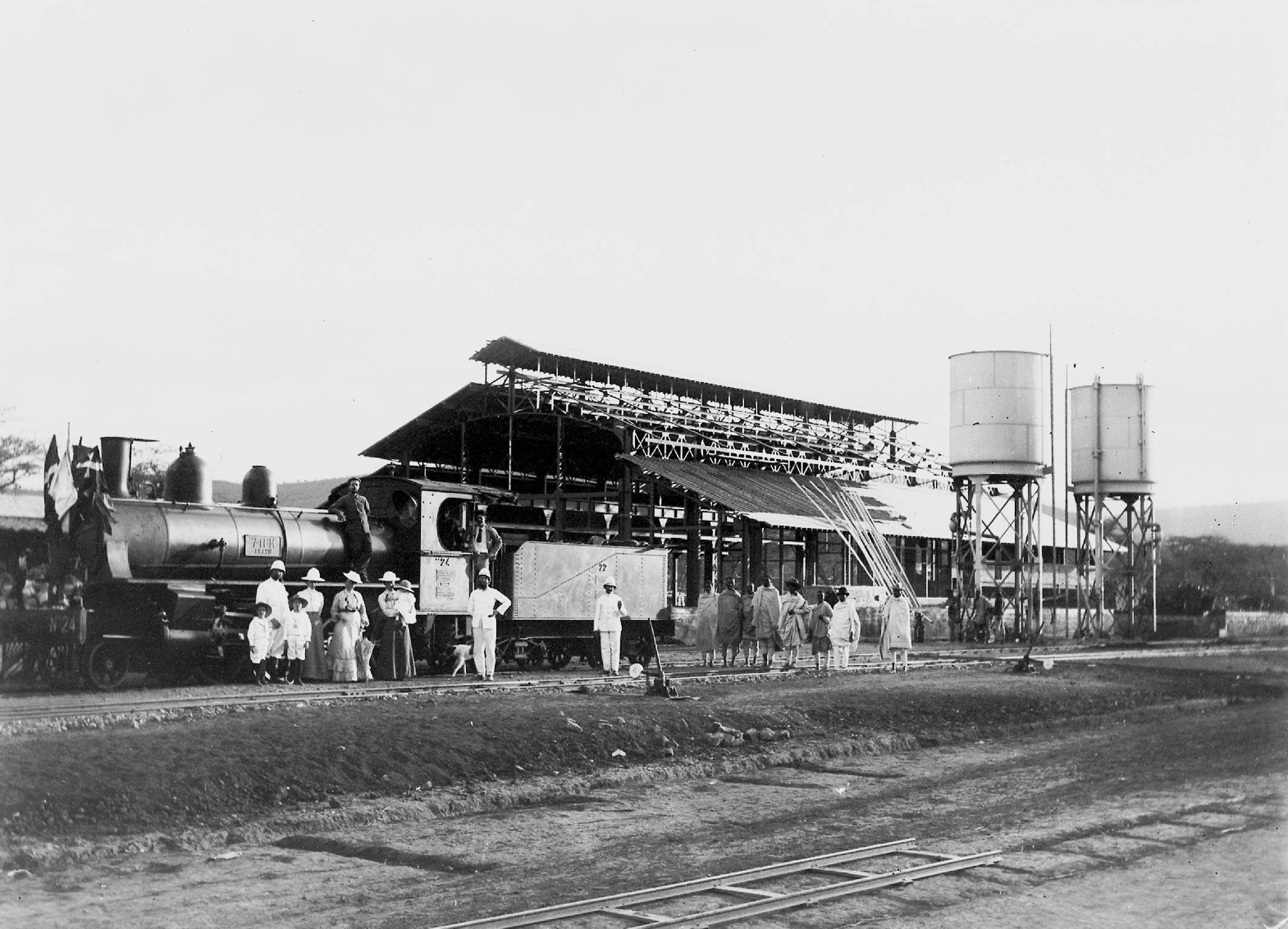
Familie Ilg vor einer Lokomotive der Firma SLM, Winterthur, in Dire Dawa.

Die ersten Dampflokomotiven für die Bahn wurden von der Schweizerischen Lokomotiv- und Maschinenfabrik (SLM) gebaut. Von 1899 bis zum Ersten Weltkrieg wurden die Reisezuglokomotiven Nr. 1–9 mit der Achsfolge 1’C und 13 schwere Zweizylinder-Verbund-Güterzuglokomotiven Nr. 21–33 der Achsfolge 1’D geliefert. Eine der Reisezuglokomotiven war an der Weltausstellung Paris 1900 zu sehen. Die Güterzuglokomotiven wurden teilweise nach Zeichnungen aus der Schweiz bei der Société Alsacienne de Constructions Mécaniques (SACM) gebaut und von dieser zu den stärkeren Heißdampf-Zwillingslokomotiven mit leistungsfähigerem Kessel weiterentwickelt, von denen vor dem Ersten Weltkrieg die Nr. 121–129 und zwischen den Kriegsjahren 33 weitere abgeliefert wurden. Die SLM kam nur noch für sechs Nachbauten zum Zug, nachdem die SACM-Lokomotiven Mängel aufwiesen. Nach dem Zweiten Weltkrieg wurden viele Lokomotiven auf Schwerölfeuerung umgebaut.
1937 wurden die beiden G 4/5 Nummern 7 + 8 der Appenzeller Bahn (AB) übernommen. Vor dem Versand baute die SLM die beiden AB-Tenderloks mit neuen zweiachsigen Tendern in Schlepptendermaschinen um. Sie erhielten die Nummern 101 und 102 und waren noch zwölf Jahre im Betrieb.

### Dieseltriebwagen
Dieseltriebwagen baute Fiat.

### Diesellokomotiven

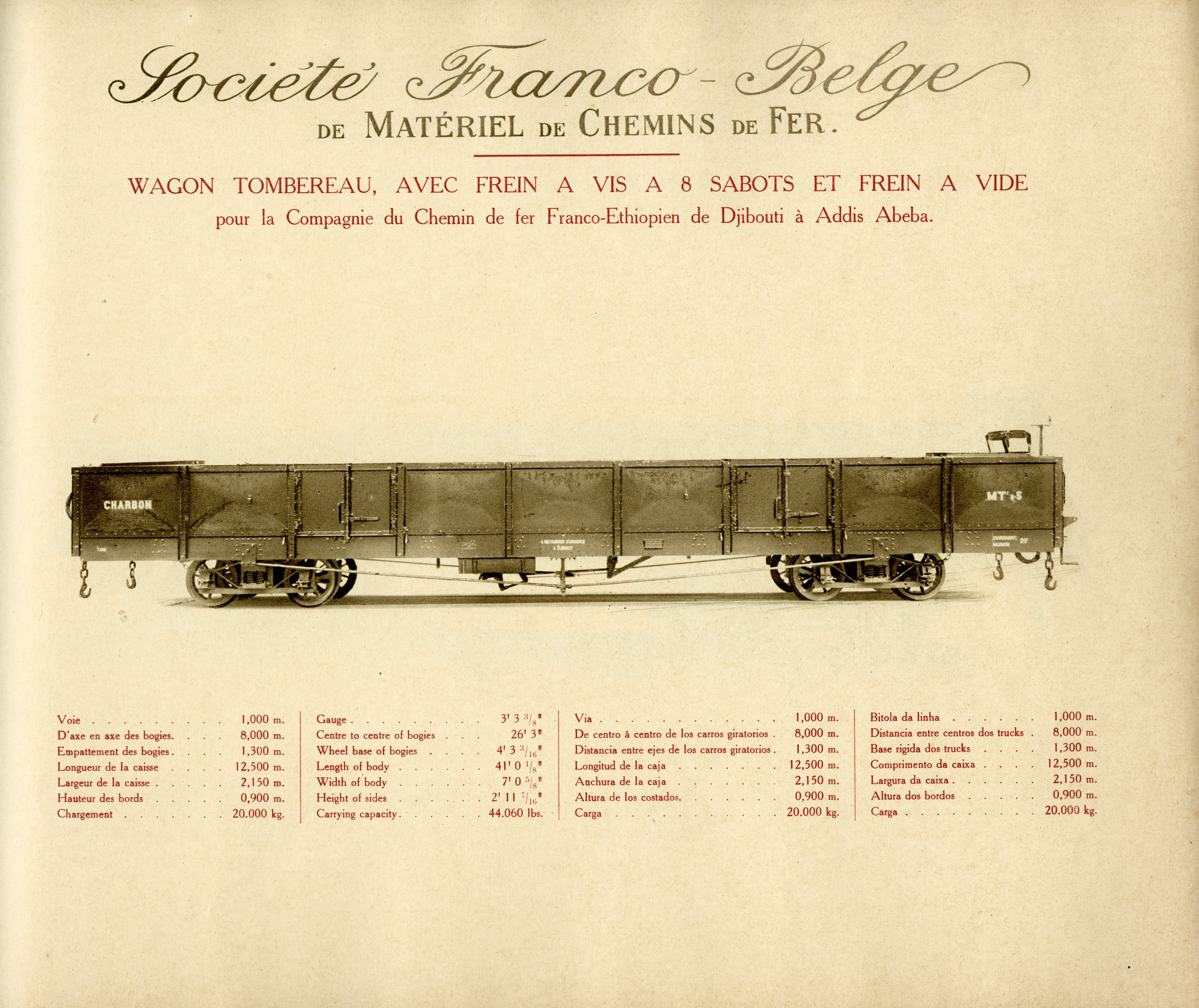
Offener Güterwagen der CFE gebaut von Société Franco-Belge

1950/1951 lieferte die Schweizerische Lokomotivfabrik Winterthur zwölf Diesellokomotiven der Achsfolge (Ao1Ao)-(Ao1Ao) mit einer Leistung von 680 PS (500 kW) und einer Höchstgeschwindigkeit von 90/65 km/h bei einer Dienstmasse von 50 Tonnen. Sie hatten einen einseitigen Führerstand mit einem markanten Kuhfänger und einer Ladeluftkühleinrichtung. Sie verkehrten oft in Doppeltraktion und wurden als Baureihe M für Service Marchandise bezeichnet. Es war ursprünglich vorgesehen, Reisezuglokomotiven der Baureihe V für Service Voyageur zu beschaffen. Das Vorhaben wurde aber nach einer Entgleisung bei einer Versuchsfahrt aufgegeben.
Im Jahr 1954 stellt die CFE sechs Bo'Bo'-Diesellokomotiven mit 925 PS Leistung in Dienst, hergestellt von Alsthom im Werk Tarbes. Sie tragen die Betriebsnummern BB01 bis 06 und wurden nach den Empfehlungen der OFERFOM hergestellt, ein Organ, das die Zusammenarbeit zwischen den Bahngesellschaften in Französisch Afrika koordinierte. Abgeleitet vom Grundtyp BB500, der im Jahr 1953 nach Madagaskar geliefert wurde, ist es eine einfache und robuste Maschine mit einem Dienstgewicht von 44 Tonnen. Der Dieselmotor ist der neue, sehr gut gelungene MGO V12 ASHR, aus dem zahlreiche Nachfolgemodelle weiterentwickelt werden. War er ab Werk auf 925 PS eingestellt, so musste er später angesichts des Streckenprofils und dem schwachen Dienstgewicht der Lokomotiven in Bezug auf die Leistung, durch die Techniker von Diré Daoua auf 660 PS gedrosselt werden. 1963 wurden noch die BB11 - 13 mit dem Motor MGO V12 BSHR geliefert. Das Nachfolgemodell (Typ AD12B) wurde ab 1972 geliefert (1972: BB1201 - 1204; 1978 bis 1980: BB1205 - 1209; 1984: BB1210 - 1215; 1997: BB1216 - 1219). Vier Lokomotiven des Typs CC2400 wurden 1965 und 1968 geliefert. Sie erhielten die Betriebsnummern CC2001 bis CC2004.

### Bestand
Rollmaterialstand 1936: 60 Dampflokomotiven, 45 Personenwagen und 353 Güterwagen.
Rollmaterialstand 1970: 23 Streckenlokomotiven (dieselelektrisch), 10 Rangierlokomotiven (dieselelektrisch), 2 Triebwagen. 21 Personenwagen 1. und 2. Klasse (inkl. Schlafwagen), 39 Wagen 3. Klasse sowie 613 Güterwagen. Die Dampflokomotiven wurden abgeschafft.

### Sonstige
Es gab einen Hofzug für den Negus („Kaiser von Äthiopien“) aus zwei Salonwagen, die in Frankreich gebaut worden waren.